# District d'Alto Larán
Pour les articles homonymes, voir Laran (homonymie).
Le district d'Alto Larán est un des onze districts de la Province de Chincha au Pérou.
La capitale est la ville d'Alto Larán.